# Sacha Guitry

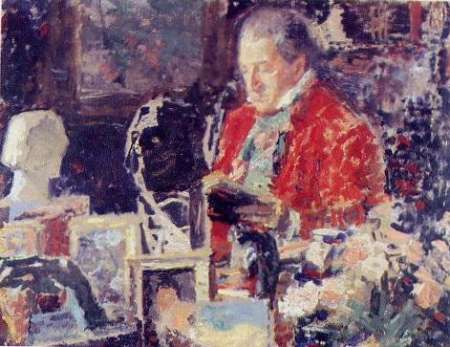
Sacha Guitry, portret van Léon Gard

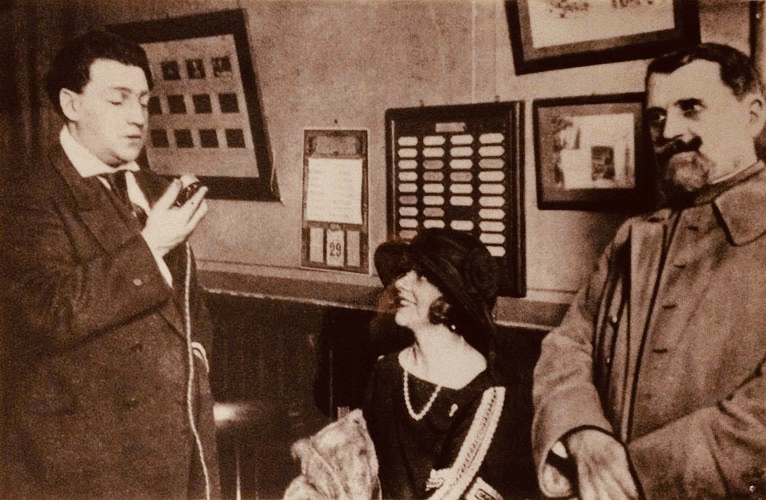
Sacha Guitry (links), zijn tweede echtgenote Yvonne Printemps en generaal Ferrié

Sacha Guitry, eig. Alexandre Georges-Pierre Guitry, (Sint-Petersburg, 21 februari 1885 – Parijs, 24 juli 1957) was een Frans acteur, regisseur, scenarioschrijver en dramaturg. Hij was de zoon van de acteur Lucien Guitry.
In 1925 schreef hij het libretto van de pastiche Mozart over de fictieve avonturen van Mozart tijdens zijn bezoek aan Parijs. Hij is vijfmaal gehuwd.

## Filmografie
Sacha Guitry was bij al zijn films betrokken als regisseur, scenarioschrijver en acteur (tenzij anders vermeld).
- 1935: Pasteur
- 1935: Bonne chance!
- 1936: Indiscretions
- 1936: Le Roman d'un tricheur
- 1936: Mon père avait raison
- 1936: Faisons un rêve
- 1937: Le Mot de Cambronne
- 1937: Désiré
- 1937: Les perles de la couronne
- 1937: Quadrille
- 1937: Remontons les Champs-Elysées
- 1939: Il y avait neuf célibataires
- 1941: Le Destin fabuleux de Désirée Clary
- 1942: La loi du 21 juin 1907
- 1943: De Jeanne d'Arc à Philippe Pétain
- 1943: La Malibran
- 1947: Le comédien
- 1948: Le diable boiteux
- 1949: Aux deux colombes
- 1949: Toâ
- 1950: Tu m'as sauvé la vie
- 1950: Le trésor de Cantenac
- 1951: Deburau
- 1951: La Poison
- 1952: Je l'ai été trois fois
- 1953: La vie d'un honnête homme (verteller)
- 1953: Si Versailles m'était conté...
- 1955: Napoléon
- 1955: Si Paris nous était conté
- 1957: Assassins et voleurs (niet als acteur)
- 1957: Les Trois font la paire (laatste optreden Sacha Guitry, alleen in de generiek)